# پل برانژه
پل برانژه (فرانسوی: Paul Bérenger‎؛ زادهٔ ۲۶ مارس ۱۹۴۵) یک سیاست‌مدار اهل موریس است.وی از سپتامبر ۲۰۰۳ تا ژوئیه ۲۰۰۵ نخست‌وزیر این کشور بود.